# 연골석회화증
연골석회화증(軟骨石灰化症, 영어: chondrocalcinosis), 칼슘인산염결정(calcium pyrophosphate dihydrate, CPPD)은 피로인산칼슘수화물(calcium pyrophosphate dihydrate) 결정이 연관조직에 축적되어 발생하며, 다양한 증상과 징후가 있는 류머티스학적 질환이다. 가성통풍(假性痛風, pseudogout), 거짓통풍( -痛風)이라고도 한다. 무릎 관절이 가장 흔히 영향을 받는다.

## 병인
CPPD의 정확한 병인은 알려져 있지 않지만, 아데노신 삼인산(ATP)의 붕괴가 심해지면 관절의 피로인산염화 수준이 높아지는 것이 결정이 발달할 수 있는 이유 가운데 하나로 간주된다.

## 진단
2가지 요소를 고려할 수 있다: 영상의학적 진단, 관절액 분석.

## 치료
염증을 감소시키는 치료의 경우 장기 손상을 일으킬 수 있기 때문에 통증이 없을 경우 치료는 하지 않는다.